# Chruściele (Varmie-Mazurie)
Pour les articles homonymes, voir Chruściele.
Chruściele est un village polonais du district administratif d'Ełk, dans le powiat d'Ełk, voïvodie de Varmie-Mazurie, au nord-est du pays. 
Il est situé à environ 4 km au sud-ouest d'Ełk et à 120 km à l'est de la capitale régionale Olsztyn.